# Collegio di East Kilbride, Strathaven and Lesmahagow
East Kilbride, Strathaven and Lesmahagow è stato un collegio elettorale scozzese della Camera dei comuni del Parlamento del Regno Unito. Eleggeva un membro del Parlamento con il sistema maggioritario a turno unico; il collegio è stato abolito con la revisione del 2024, e la sua area è confluita nel nuovo East Kilbride and Strathaven.

## Estensione
Come stabilito dalla quinta edizione della Boundary Commission for Scotland, il collegio era uno dei sei che coprivano l'area di Dumfries and Galloway, degli Scottish Borders e del Lanarkshire. Gli altri cinque collegi erano Collegio di Berwickshire, Roxburgh and Selkirk, Dumfries and Galloway, Dumfriesshire, Clydesdale and Tweeddale, Lanark and Hamilton East e Rutherglen and Hamilton West.
Il collegio di East Kilbride, Strathaven and Lesmahagow copriva parte del Lanarkshire Meridionale; la restante parte di questo era compresa nel collegio di Dumfriesshire, Clydesdale and Tweeddale, in quello di Lanark and Hamilton East e in quello di Rutherglen and Hamilton West. Il collegio di Dumfriesshire, Clydesdale and Tweeddale comprendeva anche parte del Dumfries e Galloway e parte degli Scottish Borders.
La denominazione di East Kilbride, Strathaven and Lesmahagow faceva riferimento alle città di East Kilbride, Strathaven e Lesmahagow. Il collegio includeva tuttavia anche gli insediamenti di Auldhouse, Blackwood, Caldermill, Chapelton, Drumclog, Glassford, Kirkmuirhill, Jackton, Nerston, Stonehouse e Thorntonhall.

## Membri del parlamento
| Elezione | Elezione       | Deputato                                                      | Partito                                                       |
| -------- | -------------- | ------------------------------------------------------------- | ------------------------------------------------------------- |
|          | 2005           | Adam Ingram                                                   | Laburista                                                     |
| 2010     | Michael McCann |                                                               | Laburista                                                     |
|          | 2015           | Lisa Cameron                                                  | SNP                                                           |
|          | 2023           | Lisa Cameron                                                  | Conservatore                                                  |
|          | 2024           | Collegio abolito e sostituito da East Kilbride and Strathaven | Collegio abolito e sostituito da East Kilbride and Strathaven |

## Risultati elettorali

### Elezioni negli anni 2010
| Partito                    | Partito                          | Candidato                  | Risultati 12 dicembre 2019 | Risultati 12 dicembre 2019 |
| Partito                    | Partito                          | Candidato                  | Voti                       | %                          |
| -------------------------- | -------------------------------- | -------------------------- | -------------------------- | -------------------------- |
|                            | SNP                              | Lisa Cameron               | 26 113                     | 46,35                      |
|                            | Laburista                        | Monique McAdams            | 12 791                     | 22,70                      |
|                            | Conservatore                     | Gail Macgregor             | 11 961                     | 21,23                      |
|                            | Lib Dem                          | Ewan McRobert              | 3 760                      | 6,67                       |
|                            | Verdi                            | Erica Bradley-Young        | 1 153                      | 2,05                       |
|                            | UKIP                             | David MacKay               | 559                        | 0,99                       |
|                            |                                  |                            |                            |                            |
| Iscritti                   | Iscritti                         | Iscritti                   | 81 177                     | 100,00                     |
| ↳ Votanti (% su iscritti)  | ↳ Votanti (% su iscritti)        | ↳ Votanti (% su iscritti)  | 56 337                     | 69,40                      |
| ↳ Astenuti (% su iscritti) | ↳ Astenuti (% su iscritti)       | ↳ Astenuti (% su iscritti) | 24 840                     | 30,60                      |
|                            |                                  |                            |                            |                            |
|                            | Esito: collegio confermato a SNP |                            |                            |                            |

| Partito                    | Partito                          | Candidato                  | Risultati 8 giugno 2017 | Risultati 8 giugno 2017 |
| Partito                    | Partito                          | Candidato                  | Voti                    | %                       |
| -------------------------- | -------------------------------- | -------------------------- | ----------------------- | ----------------------- |
|                            | SNP                              | Lisa Cameron               | 21 023                  | 38,86                   |
|                            | Laburista                        | Monique McAdams            | 17 157                  | 31,71                   |
|                            | Conservatore                     | Mark McGeever              | 13 704                  | 25,33                   |
|                            | Lib Dem                          | Paul McGarry               | 1 590                   | 2,94                    |
|                            | UKIP                             | Janice MacKay              | 628                     | 1,16                    |
|                            |                                  |                            |                         |                         |
| Iscritti                   | Iscritti                         | Iscritti                   | 80 389                  | 100,00                  |
| ↳ Votanti (% su iscritti)  | ↳ Votanti (% su iscritti)        | ↳ Votanti (% su iscritti)  | 54 102                  | 67,30                   |
| ↳ Astenuti (% su iscritti) | ↳ Astenuti (% su iscritti)       | ↳ Astenuti (% su iscritti) | 26 287                  | 32,70                   |
|                            |                                  |                            |                         |                         |
|                            | Esito: collegio confermato a SNP |                            |                         |                         |

| Partito                    | Partito                                  | Candidato                  | Risultati 7 maggio 2015 | Risultati 7 maggio 2015 |
| Partito                    | Partito                                  | Candidato                  | Voti                    | %                       |
| -------------------------- | ---------------------------------------- | -------------------------- | ----------------------- | ----------------------- |
|                            | SNP                                      | Lisa Cameron               | 33 678                  | 55,63                   |
|                            | Laburista                                | Michael McCann             | 17 151                  | 28,33                   |
|                            | Conservatore                             | Graham Simpson             | 7 129                   | 11,78                   |
|                            | UKIP                                     | Rob Sale                   | 1 221                   | 2,02                    |
|                            | Lib Dem                                  | Paul McGarry               | 1 042                   | 1,72                    |
|                            | Indipendente                             | John Houston               | 318                     | 0,53                    |
|                            |                                          |                            |                         |                         |
| Iscritti                   | Iscritti                                 | Iscritti                   | 83 157                  | 100,00                  |
| ↳ Votanti (% su iscritti)  | ↳ Votanti (% su iscritti)                | ↳ Votanti (% su iscritti)  | 60 539                  | 72,80                   |
| ↳ Astenuti (% su iscritti) | ↳ Astenuti (% su iscritti)               | ↳ Astenuti (% su iscritti) | 22 618                  | 27,20                   |
|                            |                                          |                            |                         |                         |
|                            | Esito: collegio passa da Laburista a SNP |                            |                         |                         |

| Partito                    | Partito                                | Candidato                  | Risultati 6 maggio 2010 | Risultati 6 maggio 2010 |
| Partito                    | Partito                                | Candidato                  | Voti                    | %                       |
| -------------------------- | -------------------------------------- | -------------------------- | ----------------------- | ----------------------- |
|                            | Laburista                              | Michael McCann             | 26 241                  | 51,51                   |
|                            | SNP                                    | John McKenna               | 11 738                  | 23,04                   |
|                            | Conservatore                           | Graham Simpson             | 6 613                   | 12,98                   |
|                            | Lib Dem                                | John Loughton              | 5 052                   | 9,92                    |
|                            | Verdi                                  | Kirsten Robb               | 1 003                   | 1,97                    |
|                            | Indipendente                           | John Houston               | 299                     | 0,59                    |
|                            |                                        |                            |                         |                         |
| Iscritti                   | Iscritti                               | Iscritti                   | 76 495                  | 100,00                  |
| ↳ Votanti (% su iscritti)  | ↳ Votanti (% su iscritti)              | ↳ Votanti (% su iscritti)  | 50 946                  | 66,60                   |
| ↳ Astenuti (% su iscritti) | ↳ Astenuti (% su iscritti)             | ↳ Astenuti (% su iscritti) | 25 549                  | 33,40                   |
|                            |                                        |                            |                         |                         |
|                            | Esito: collegio confermato a Laburista |                            |                         |                         |

### Elezioni negli anni 2000
| Partito                    | Partito                                      | Candidato                  | Risultati 5 maggio 2005 | Risultati 5 maggio 2005 |
| Partito                    | Partito                                      | Candidato                  | Voti                    | %                       |
| -------------------------- | -------------------------------------------- | -------------------------- | ----------------------- | ----------------------- |
|                            | Laburista                                    | Adam Ingram                | 23 264                  | 48,74                   |
|                            | SNP                                          | Douglas Edwards            | 8 541                   | 17,89                   |
|                            | Lib Dem                                      | John Oswald                | 7 904                   | 16,56                   |
|                            | Conservatore                                 | Tony Lewis                 | 4 776                   | 10,01                   |
|                            | Verdi                                        | Kirsten Robb               | 1 575                   | 3,30                    |
|                            | Indipendente                                 | Rose Gentle                | 1 513                   | 3,17                    |
|                            | Indipendente                                 | John Houston               | 160                     | 0,34                    |
|                            |                                              |                            |                         |                         |
| Iscritti                   | Iscritti                                     | Iscritti                   | 75 170                  | 100,00                  |
| ↳ Votanti (% su iscritti)  | ↳ Votanti (% su iscritti)                    | ↳ Votanti (% su iscritti)  | 47 733                  | 63,50                   |
| ↳ Astenuti (% su iscritti) | ↳ Astenuti (% su iscritti)                   | ↳ Astenuti (% su iscritti) | 27 437                  | 36,50                   |
|                            |                                              |                            |                         |                         |
|                            | Esito: collegio a Laburista (nuovo collegio) |                            |                         |                         |

## Risultati dei referendum

### Referendum sulla permanenza del Regno Unito nell'Unione europea del 2016
|        | Collegio                                 | Lasciare UE % | Rimanere in UE % |
| ------ | ---------------------------------------- | ------------- | ---------------- |
|        | East Kilbride, Strathaven and Lesmahagow | 37,9%         | 62,1%            |
| Scozia | 38,0%                                    | 62,0%         |                  |
|        | Regno Unito                              | 51,9%         | 48,1%            |